# Ездочное (Воронежская область)
Ездочное — село в Острогожском районе Воронежской области. Входит в Терновское сельское поселение.

## Население
| 2000 | 2005 | 2010 |
| ---- | ---- | ---- |
| 262  | ↘209 | ↘164 |

## Инфраструктура
В селе имеются две улицы — Верхняя и Нижняя.